# ニコライ・ズヴェーレフ
ニコライ・セルゲーエヴィチ・ズヴェーレフ（ロシア語: Никола́й Серге́евич Зве́рев, ラテン文字転写: Nikolai Sergeyevich Zverev, 1832年 – 1893年10月12日）はロシアのピアニスト・音楽教師。ミリイ・バラキレフやアレクサンドル・スクリャービン、セルゲイ・ラフマニノフを世に送り出した名伯楽として名高い。

## 経歴
出生から修学期
1832年、ヴォロコラムスク近郊にて貴族の家庭に生まれた。モスクワ大学に進み、数学と物理学を学ぶかたわら、アレクサンドル・デュビュック（1812年～1898年）にピアノを師事。莫大な遺産を相続したことから大学を卒業せず、サンクトペテルブルクに移って官僚になった。
サンクトペテルブルク時代(官吏時代)
ペテルブルクではアドルフ・フォン・ヘンゼルトの薫陶を受け、練習の意義を力説された。このことがズヴェーレフ自身の厳格な指導原理となり、門弟にも厳しい要求を課すことにつながった。公務員職に満足できず、またデュビュックに説得されたこともあり、1867年にモスクワに戻ってピアノ個人教師として立つことを決意した。
モスクワへ戻る
1867年にモスクワへ戻ったのちは、ピアノの個人教授で身をたてたが、1870年にニコライ・ルビンシテインの要望を受け容れ、モスクワ音楽院の教師となった。ズヴェーレフは同性愛者であり、1893年に61歳で他界するまで生涯独身を貫いた。モスクワのダニロフ修道院に埋葬されている。

## 指導法
ズヴェーレフに入門するには、オーディションを受けなければならず、合格してしまえば、ズヴェーレフ邸に身を寄せることになっていた。ズヴェーレフは一人ひとりの門人に多くを要求し、たとえば月ごとのオペラ鑑賞や室内楽のリハーサルもその一環だった。一週間を通して、門弟たちは長時間練習しなければならなかったが、日曜日になると息抜きし、ズヴェーレフは自宅を開放した。日曜午後と夕方は、モスクワ中の音楽関係者や知識人を自宅に招いた。招待客には、ピョートル・チャイコフスキーやアレクサンドル・タネーエフ、アントン・アレンスキー、アントン・ルビンシテイン、ワシーリー・サフォーノフ、アレクサンドル・ジロティのほか、俳優や法律家、学者がいた。こうした集いの間、ズヴェーレフは誰にもピアノに触れることを許さなかった。この集いは、門弟のためのものだったからである。

### 門弟

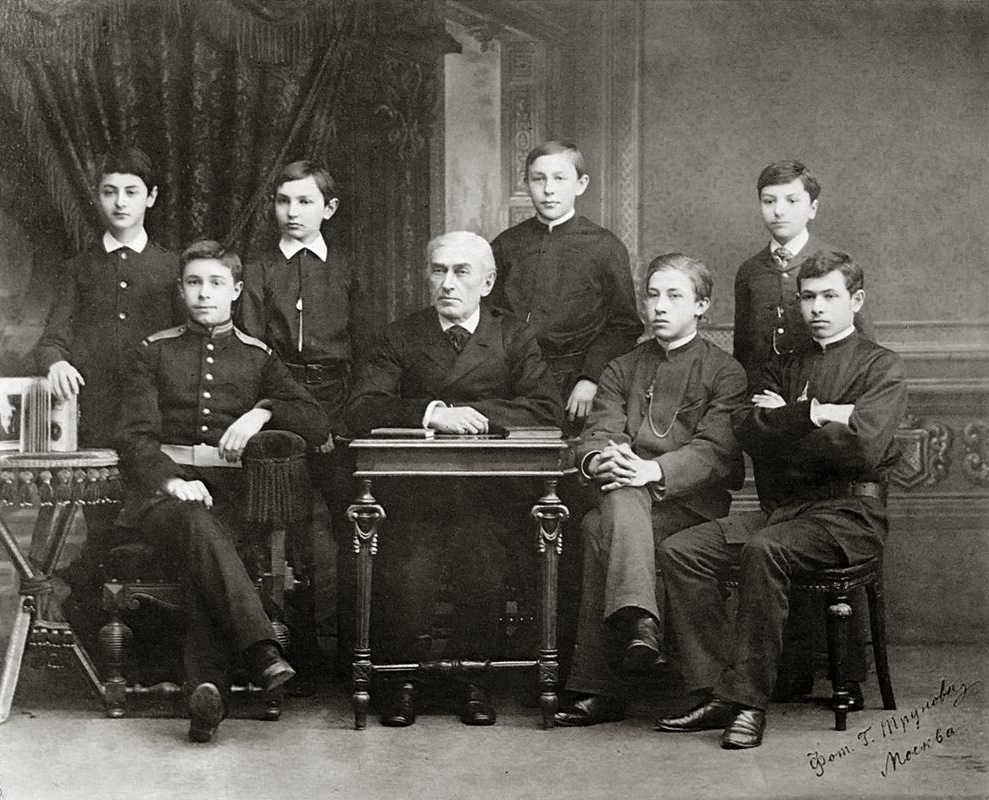
門弟らに囲まれるズヴェーレフ。左手から順に、サムエリソン、スクリャービン、マクシモフ、ラフマニノフ、チェルニャエフ、ケーネマン、プレスマン

ズヴェーレフは男子のみを内弟子とし、彼らを「見習い」と呼んでいた。ズヴェーレフには、先述のほかに以下のような高弟がいる。
- アレクサンドル・ゴリデンヴェイゼル
- アレクサンドル・ジロティ
- コンスタンチン・イグームノフ（モスクワ音楽院で教鞭を執る。門人に、後にラフマニノフ夫人となったナターリヤ・サーチナほか）。
- フョードル・ケーネマン (1873年～1937年) ラフマニノフの友人の一人。
- レオニード・マクシモフ (1873年～1904年) 29歳で夭折。
- マトヴェイ・プレスマン (1870年～1937年) ロストフ音楽院院長。ラフマニノフから《ピアノ・ソナタ第2番》を献呈された。

## 註釈
1. 1 2 3 4 5 6  Harrison, Max (2006). Rachmaninoff: Life, Works, Recordings. London: Continuum International Publishing Group. pp. pp. 11-15. ISBN 0-8264-9312-2
2. ↑  Seroff, Victor (1951). Rachmaninoff. London: Orion Publishing Group (Cassell). pp. p. 13. ISBN 0-8369-8034-4
3. ↑  （ポルトガル語） Gondim, Ricardo (2007年6月12日). “The kids who care, Concerto No. 2, Rachmaninoff”. Logos Electronico. 2007年12月8日閲覧。
4. ↑  Bowers, Faubion. “Scriabin Again and Again”. UBU Web. 2007年12月10日閲覧。
5. 1 2  Harrison, p. 22. 「問題となったのは、ラフマニノフが作曲のために個室とピアノを求めたことではなく、ズヴェーレフが同性愛者だったことだ。なるほど、モスクワの多くの家庭を訪れては庇護者の夫人や娘を指導していたのだが、ズヴェーレフが自宅において ――女子ではなくて―― 男子ばかりと同居しているということは知れ渡っていたのである。」
6. ↑  Bertensson, Sergei; Jay Leyda (2001). Sergei Rachmaninoff: A Lifetime in Music. Bloomington, Indiana: Indiana University Press. pp. pp. 8-12. ISBN 0-2532-1421-1